# 小胶质细胞
小胶质细胞（Microglia）又称微膠細胞，是一种存在于脑与脊髓中的神经胶质细胞，约占脑细胞数量的10-15%。作为存在于中枢神经系统中的巨噬细胞类群，小胶质细胞是中枢神经系统中反应最快、也是最主要的免疫屏障。小胶质细胞在中枢神经系统的分布区域通常与其他神经胶质细胞（如星形胶质细胞）互不重叠。小胶质细胞对维持中枢神经系统的正常功能十分重要：它们能清除中枢神经系统中的神经炎性斑、病原体，以及损伤或无功能的神经元与轴突。小胶质细胞能通过细胞表面存在的一种特殊钾离子通道感知到细胞外钾离子浓度的微小变化，进而使其得以对中枢神经系统的潜在微小病变及时做出反应，以防止这样的微小病变扩大为足以威胁机体生命的疾病。

## 生物学特性
尽管存在一些争议，但目前学界一般认为小胶质细胞发育起源于中胚层间充质系细胞，后迁入中枢神经系统，是一种适应了中枢神经系统中特殊微环境的巨噬细胞，表面分子大都与骨髓源性巨噬细胞相同。小胶质细胞的形态变化很大，能与中枢神经系统中的神经元与非神经元细胞发生细胞间的相互作用。此外，作为一种免疫细胞，小胶质细胞也能与T细胞发生相互作用进而诱导免疫反应。在脑部健康时，小胶质细胞起到调节突触功能的作用，也与成体神经发生相关。
成年后，居于脑实质中的实质小胶质细胞很少得到来自中枢神经系统以外的补充，但位于血管周围的血管旁小胶质细胞却是通过骨髓细胞的迁入得到补充的。

## 临床意义
小胶质细胞与阿尔兹海默症（老年痴呆）、帕金森氏症、艾滋痴呆综合征，以及视网膜变性等疾病有关。小胶质细胞功能异常会导致其分泌活性氧自由基等物质破坏周围神经细胞，造成神经退行性病变。由小胶质细胞分泌的炎性因子很可能是使帕金森氏病患者体内神经退行性病变恶化的因素之一。小胶质细胞的类似机制也可能使阿尔兹海默症的神经退行性病变加重，但同时也有证据显示小胶质细胞能够抑制阿尔兹海默症的早期发生。在艾滋病患者中，中枢神经系统中的1型艾滋病病毒主要储存于小胶质细胞中。被艾滋病病毒感染后的小胶质细胞会发生活化，分泌具有细胞毒性的免疫调节因子、使神经系统功能紊乱，最后造成神经退行性病变。

## 历史
19世纪的德国神经学家弗朗茨·尼斯是第一个发现并描述小胶质细胞的学者。19世纪80年代，研究者通过染色的方法确认了小胶质细胞与巨噬细胞之间的关联性。1897年，罗马尼亚病理学家维克多·巴贝什在对狂犬病的研究中首次发现小胶质细胞的活性化，以及由小胶质细胞形成的网状细胞簇。不过，直到1920年，西班牙学者皮奥·戴尔·里奥·霍尔特加才正式将这种以前描述过的细胞定名为小胶质细胞。之后，霍尔特加通过研究，证明小胶质细胞能对脑损伤做出反应。因为霍尔特加对小胶质细胞研究的独特贡献，他被后人冠以“小胶质细胞之父”之名。